# Listă de localități din raionul Anenii Noi
Această listă conține satele și orașele din raionul Anenii Noi, Republica Moldova.
| Denumire        | oraș / centru de comună / sat |
| --------------- | ----------------------------- |
| Albinița        | sat în Anenii Noi             |
| Anenii Noi      | oraș, reședință de raion      |
| Balmaz          | sat în comuna Ciobanovca      |
| Batîc           | sat în comuna Geamăna         |
| Beriozchi       | sat în Anenii Noi             |
| Botnărești      | centru de comună              |
| Botnăreștii Noi | sat în comuna Chirca          |
| Bulboaca        | sat (comună)                  |
| Calfa           | centru de comună              |
| Calfa Nouă      | sat în comuna Calfa           |
| Chetrosu        | centru de comună              |
| Chirca          | centru de comună              |
| Ciobanovca      | centru de comună              |
| Cobusca Nouă    | sat (comună)                  |
| Cobusca Veche   | centru de comună              |
| Crețoaia        | sat în comuna Țînțăreni       |
| Delacău         | sat (comună)                  |
| Floreni         | sat (comună)                  |
| Florești        | sat în comuna Cobusca Veche   |
| Geamăna         | centru de comună              |
| Gura Bîcului    | sat (comună)                  |
| Hîrbovăț        | sat (comună)                  |
| Hîrbovățul Nou  | sat în Anenii Noi             |
| Larga           | sat în comuna Zolotievca      |
| Maximovca       | sat (comună)                  |
| Mereni          | sat (comună)                  |
| Merenii Noi     | sat (comună)                  |
| Mirnoe          | sat în comuna Ciobanovca      |
| Nicolaevca      | sat în comuna Zolotievca      |
| Ochiul Roș      | centru de comună              |
| Picus           | sat în comuna Ochiul Roș      |
| Puhăceni        | sat (comună)                  |
| Roșcani         | sat (comună)                  |
| Ruseni          | sat în Anenii Noi             |
| Salcia          | sat în comuna Botnărești      |
| Socoleni        | sat în Anenii Noi             |
| Speia           | sat (comună)                  |
| Șerpeni         | sat (comună)                  |
| Telița          | centru de comună              |
| Telița Nouă     | sat în comuna Telița          |
| Todirești       | sat în comuna Chetrosu        |
| Troița Nouă     | sat în comuna Ciobanovca      |
| Țînțăreni       | centru de comună              |
| Varnița         | sat (comună)                  |
| Zolotievca      | centru de comună              |